# Elizabeth Clarke
Elizabeth Clarke (c. 1565–1645), alias Bedinfield, fue la primera mujer perseguida por el General Cazador de Brujas, Matthew Hopkins, en 1645 en Essex (Inglaterra). Con 80 años, fue acusada de brujería por el sastre local John Rivet. Hopkins y John Stearne asumieron el papel de investigadores, declarando que habían visto familiares mientras la vigilaban. Durante el proceso, la privaron de sueño durante varias noches antes de confesar e implicar a otras mujeres de la zona. Fue juzgada en el tribunal de Chelmsford, antes de ser ahorcada por brujería.

## Juicio por brujería

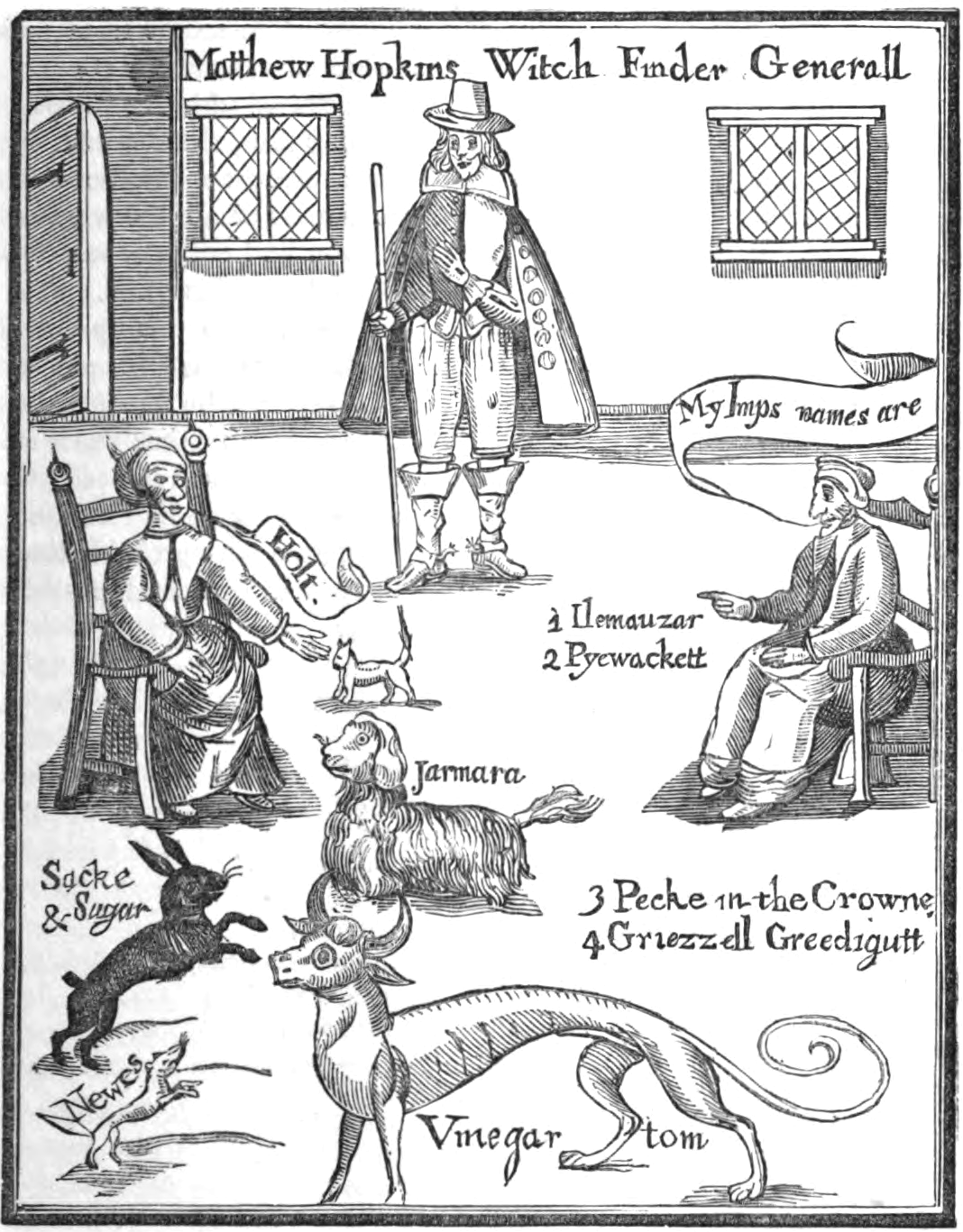
Frontispicio de The Discovery of Witches, 1647. Elizabeth Clarke aparece a la derecha, sentada con sus familiares alrededor.

Elizabeth Clarke, también conocida como Bedinfield, fue acusada de maldecir a la esposa del sastre de Manningtree, John Rivet, durante el invierno de 1643. Una turba de linchadores la llevó ante Sir Harbottle Grimston, su terrateniente, quien decidió que debía ser juzgada. Matthew Hopkins, asistido por John Stearne y Mary Phillipps, asumió el papel de investigador y fiscal, conocido como «Vigilante».
Aunque la tortura era ilegal en Inglaterra, las brujas sospechosas eran sometidas al escrutinio de sus vigilantes. En el caso de Clarke, Hopkins y sus colegas, entre ellos John Stearne, la vigilaron durante varios días y noches sin dejarla dormir. Después de este tratamiento, Hopkins afirmó haber sido testigo de cómo Clarke invocaba a familiares, diablillos con forma de animales. Durante este calvario, Clarke implicó a otras mujeres de Manningtree, Anne West y su hija Rebecca, Anne Leech, Helen Clarke y Elizabeth Gooding, así como a mujeres de otros pueblos vecinos. Clarke declaró que había sido llevada a la brujería por Anne West, que se apiadó de ella debido a su pobreza y a que sólo tenía una pierna. Las mujeres descubiertas por Hopkins fueron juzgadas en  el tribunal de Chelmsford el 17 de julio de 1645. Elizabeth confesó entonces debido a la persuasión, coacción y el encarcelamiento, esto llevó a que 35 mujeres fueran acusadas y encarceladas.

### Lista de familiares de Clarke
Durante los testimonios de los vigilantes, describieron muchos de los diablillos que supuestamente vieron con Clarke, entre ellos:
- Jarmana - un perro blanco con manchas arenosas, gordo con patas cortas.[2]
- Vinegar Tom - un galgo con patas largas,[2] que se convirtió en un niño de cuatro años sin cabeza.[7]
- Un diablillo negro.[2]
- Newes - un gato de pelo corto con una cabeza grande.[2][8]
- Hoult - un diablillo blanco, más pequeño que un gato.[8]
- Duendecillos blancos que se acostaron con Clarke en forma de «caballero correcto» con una banda de encaje.[2]
- Tres diablillos marrones de su madre.[9]
- Sacke y Sugar - un conejo negro demoníaco.[4][8]
- Otros familiares a los que se hace referencia por su nombre pero no por su descripción: Elemauzer, Pyewacket, Peck-in-the-crown y Grizel Greedigut.[7]